# Беззаботный странник (Клан Сопрано)
«Беззаботный странник» (англ. The Happy Wanderer) — девятнадцатый эпизод телесериала канала HBO «Клан Сопрано» и шестой во втором сезоне шоу. Сценарий написал Фрэнк Рензулли, режиссёром стал Джон Паттерсон, а премьера состоялась 20 февраля 2000 года.

## В ролях
- Джеймс Гандольфини — Тони Сопрано
- Лоррейн Бракко — д-р Дженнифер Мелфи
- Эди Фалко — Кармела Сопрано
- Майкл Империоли — Кристофер Молтисанти
- Доминик Кьянезе — Коррадо Сопрано-мл.
- Винсент Пасторе — Пусси Бонпенсьеро
- Стивен Ван Зандт — Сильвио Данте
- Тони Сирико — Поли Галтьери
- Роберт Айлер — Энтони Сопрано-мл.
- Джейми-Линн Сиглер — Медоу Сопрано
- Дреа де Маттео — Адриана Ля Сёрва
- Дэвид Провал — Ричи Април
- Аида Туртурро — Дженис Сопрано
- и Нэнси Маршан — Ливия Сопрано

### Приглашённая звезда
- Джон Вентимилья — Арти Букко

#### Также приглашены
- Роберт Патрик — Дэвид Скатино
- Лилло Бранкато-мл. — Мэтт Бевилаква
- Крис Тардио — Шон Джисмонте
- Федерико Кастеллуччио — Фурио
- Николь Буртдетте — Барбара Джильоне
- Джон С. Хенсли — Эрик Скатино
- Марисса Реданти — Кристин Скатино
- Феликс Солис — Фишмен
- Винсент Куратола — Джонни Сэк
- Пол Мазурски — Солнышко
- Фрэнк Синатра-мл. — в роли самого себя
- Льюис Дж. Стэдлен — доктор Фрид
- П. Дж. Браун — коп
- Анджела Ковингтон — Гурден
- Джозеф Р. Ганнасколи — Вито Спатафоре
- Барбара Гулан — миссис Гаэтано
- Ля Таня Холл — проститутка
- Сиг Либовиц — Хиллел
- Дэвид Макканн — священник
- Кармайн Сирико — Дилер
- Эд Вассалло — Том Джильоне

## Сюжет
Во время Ночи колледжа в школе Медоу, Тони случайно встречается со своим старым школьным другом, Дэвидом Скатино, которому принадлежит магазин спорттоваров в Рамзи, Нью-Джерси. В ходе их разговора Дэвид (Дэйви) интересуется у Тони, может ли он сыграть в "Исполнительную игру", игру в покер с высокими ставками, созданную отцом Тони, Джонни Боем и дядей Джуниором в 1960-х, и теперь воскрешённую самим Тони с момента домашнего ареста Джуниора. Тони советует Скатино не вступать в игру в связи с тем, что считает, что у Дэйви не хватает капитала, и что ставки слишком высоки. На следующий день у Дэйви оказываются серьёзные долги после небольшой игры в покер Ричи Априла, и он затягивает со сроками платежа. Ричи предупреждает его, что задержка выплат повлечёт за собой новый долг, и запрещает Дэйви играть в покер Априла до тех пор, пока он не погасит свою задолженность.
На сеансе терапии с доктором Мелфи, Тони рассказывает, что его дела идут хорошо, но он всё равно часто испытывает чувство злости. В качестве примера, он ссылается на "беззаботных странников", людей, идущих по жизни со счастливой улыбкой. Тони объясняет, что он раздражён на них потому, что "они всегда ходят с ясной головой", в то время как он не может побороть свою депрессию и гнев даже тогда, когда в его жизни, казалось бы, нет проблем. Тони рассказывает о смерти отца его шурина, Тома Джильоне-ст., который погиб, упав с крыши, устанавливая спутниковую тарелку на следующий день после его выхода на пенсию. Затем он говорит Мелфи, что его начинает раздражать её терапия, после которой он начинает задумываться о виктимизации, в то время как его герой, Гэри Купер, всегда был жизнерадостным человеком, "сильной, молчаливой личностью". Ранее Тони узнаёт от дяди Джуниора, что у него был ещё один дядя, который был умственно отсталым. Джуниор рассказывает ему, что его звали Эрколе (по прозвищу "Экли"), и что его мать не могла позаботиться о нём, и отправила в наиболее подходящий благотворительный дом штата. Мелфи саркастически спрашивает, что, если у Тони есть умственно отсталый член семьи, заставляет ли это чувствовать его лучше по поводу похода к психотерапевту.
На похоронах Тома Джильоне Тони начинает злиться, когда появляется Ливия, и говорит ей, что она мертва для него. Он также испытывает злость, когда приходит на школьное выступление, где Медоу должна петь.
Для обслуживания игры в карты, Кристофер Молтисанти подряжает Мэтта Бевилакву и Шона Джисмонте, говоря им что делать и что не делать. Фурио Джунта организует игру в мотеле Тайттлмана, и когда Хиллель Тайттлман высказывает недовольство тем, что должен предоставлять бесплатные номера для игры, указывает тому, что он пользуется бесплатными услугами их проституток. За игрой в карты в состав игроков входят Фрэнк Синатра-мл., Джонни Сэк, Сильвио Данте и доктор Айра Фрид. Тони удивлён, когда приходит Дэйви Скатино, желая присоединиться к игре, и поначалу сопротивляется ("Дэйви, эта игра не для тебя"), но уступает настойчивости Дэвида и наконец позволяет ему войти. В начале Скатино выигрывает раунд, что расстраивает Сильвио, который доходит до ругательств,  перерастающих в настоящую бурю, когда Тони приказывает Мэттью (Мэтту) подмести всё вокруг стола, "особенно под Сильвио" (Тони предполагает, что Сильвио может "взорваться", и советует ему расслабиться, когда Мэтт просто убирается). К утру Дэйви должен Тони $45 000. Ричи навещает номер в мотеле, где видит Дэйви и пытается задушить его за то, что тот посмел войти в главную игру, когда всё ещё должен Ричи тысячи долларов. Тони прерывает драку и выводит Ричи наружу, где тот говорит, что Дэйви уже должен ему больше, чем $8000. В качестве наказания за устроенную сцену и угрозу одному из его игроков, Тони заявляет непослушному капо, что Дэйви сначала отдаст долг ему, а уже потом Ричи, и что кредит Ричи заморожен, что значит, он не может собирать плату или проценты от Дэвида Скатино, пока тот не рассчитается с Тони. Когда Дэйви пропускает оплату, Тони избивает его в офисе собственного магазина. Отчаявшись, Дэйви обращается к своему другу, Арти Букко, чтобы взять у него в долг, но тот отказывает, узнав, что Дэйви хочет $20 000, хотя и обеспокоен известием о том, что его друг в долгу у Тони. Букко заявляет, что его ресторану Vesuvio нужна новая крыша.
В качестве частичной оплаты отчаявшийся Дэйви отдаёт Тони внедорожник Nissan Pathfinder, который принадлежит его сыну, Эрику Скатино, объясняя это тем, что Эрик всё равно ходит пешком. Тони дарит машину Медоу, которая вскоре понимает, что автомобиль принадлежал её другу и отказывается принимать подарок отца. Разозлившись, Тони говорит ей, что Дэйви Скатино вправе сам распоряжаться своим имуществом, и что Медоу должна понять, что его работа обеспечивает их семью. Тони заявляет Медоу, что, если она не хочет Pathfinder, он продаст его Биг Пусси и использует полученные от продажи деньги, чтобы купить еду, одежду и CD плееры для неё же, напоминая, что он занимался этим с тех пор, как она  родилась. Кармела напоминает, что члены семьи Скатино являются хорошими друзьями проректора Джорджтауна, а это может негативно повлиять на поступление Медоу в колледж. Эрик не готов принять тот факт, что из-за отца он потерял свою собственность, и когда он встречается с Медоу перед их выступлением на Вечере Кабаре школы, чтобы исполнить их дуэт, он требует, чтобы та "заставила" Тони вернуть его внедорожник обратно. Медоу отвечает, что в данной ситуации не может повлиять на своего отца, и что Дэвид Скатино несёт как минимум часть ответственности за то, что произошло. Эрик покидает школу за несколько минут до их запланированного выступления, шоу начинается, и диктор предупреждает зрителей об изменении программы во втором акте - о том, что Медоу будет выступать одна. Кармела удивлена, но чувствует облегчение от того, что у Медоу будет сольное выступление, так как это лучшим образом появляет на её поступление в колледж, в то время как Тони кажется расстроенным тем, что произошло между ним и Дэвидом Скатино, с которым их связывала школьная дружба.

## Впервые появляются
- Вито Спатафоре: племянник Ричи Априла, который также в команде.
- Дэвид Скатино: друг детства Тони и заядлый игрок.
- Д-р Айра Фрид: игрок в Исполнительную игру и доктор, специализирующийся на лечении эректильной дисфункции. Также проводит незаконные хирургические операции членам мафии.

## Умер
- Том Джильоне-ст.: отец шурина Тони, который умер, упав с крыши.

## Название
- Название эпизода - отсыл к "беззаботному страннику", человеку, который идёт по жизни, не имея никаких забот. Таких людей Тони презирает.
- "The Happy Wanderer" также является немецкой песней, написанной Фридрихом-Вильгельмом Мёллером. Английская версия, спетая Фрэнки Янковиком, звучит во время финальных титров.

## Производство
- Хотя это первое появление Джозефа Р. Ганнасколи в роли Вито, он ранее кратко появился в роли Джино, клиента в булочной, в одной из сцен во время эпизода первого сезона, "Легенда о Теннесси Молтисанти".
- Кармайн - реальный старший брат Тони Сирико,[2] появляется в роли безымянного "Дилера" за покерным столом Априла. Его несколько слов из диалога звучат за камерой.

## Музыка
- Песня, спетая Гурден, блондинкой сопрано, после репетиции Медоу и Эрика и снова в начале концерта - "Gretchen am Spinnrade" Франца Шуберта.
- Muzak версия песни «Spinning Wheel» можно услышать в Ramsey Sport & Outdoor, когда Ричи идёт забирать деньги у Дэйви.
- Когда Медоу садится в машину к Эрику, он слушает "Down" «Stone Temple Pilots».
- Дуэт "Sun and Moon", который Медоу и Эрик репетируют - из мюзикла «Мисс Сайгон».
- Песню "Love Is Strange" Mickey and Sylvia можно услышать на заднем плане, когда Дэвид идёт в ресторан Арти, чтобы взять у него в долг.
- Песню "Tequila Sunrise" «Eagles» можно услышать, когда Тони идёт забирать деньги у Дэвида "Дэйви" Скатино.

## Награды
Джеймс Гандольфини выиграл свою первую премию «Эмми» за лучшую мужскую роль в драматическом сериале.